# Agua de azahar

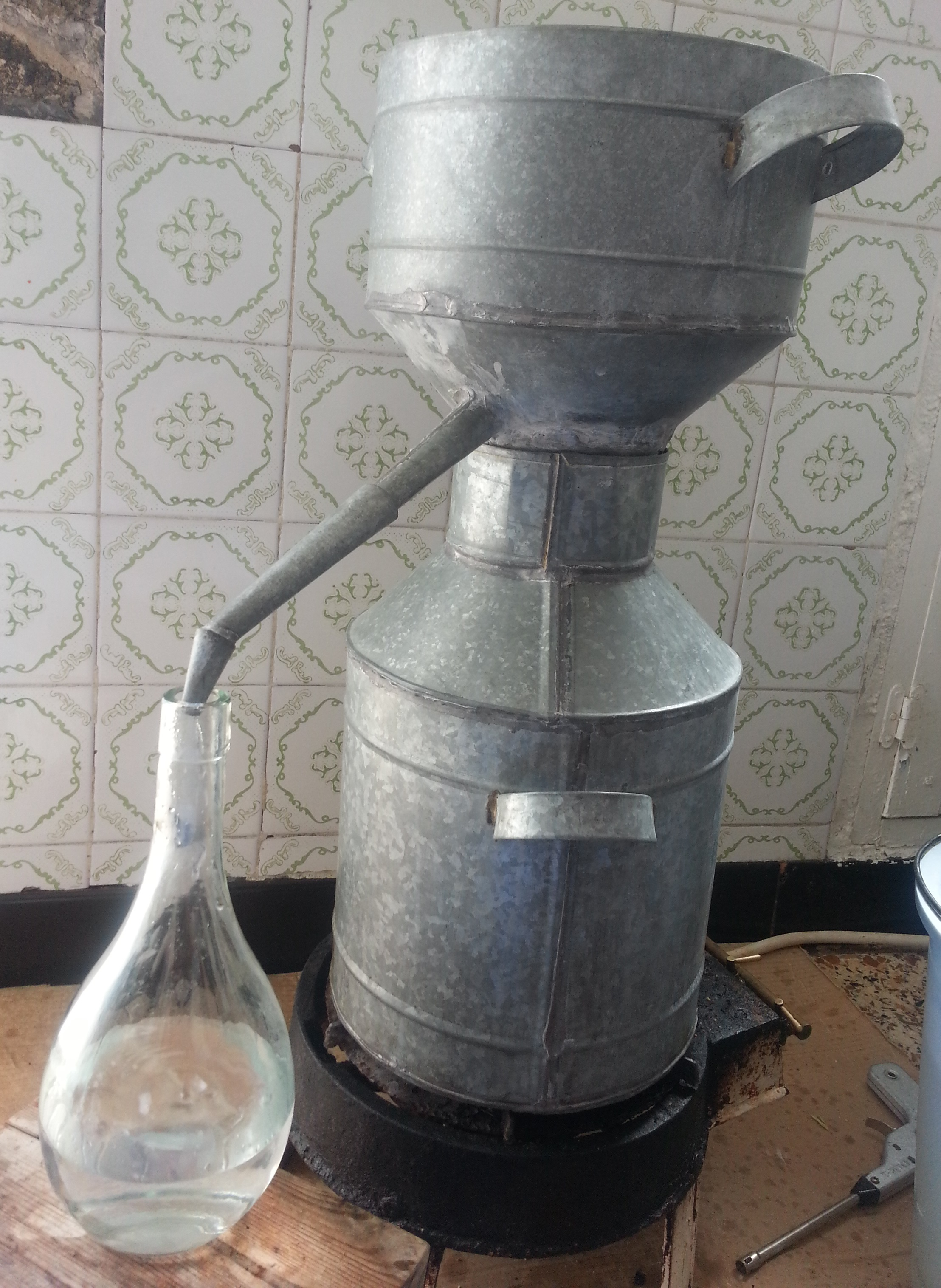
Barril de refinación de flores de naranjos

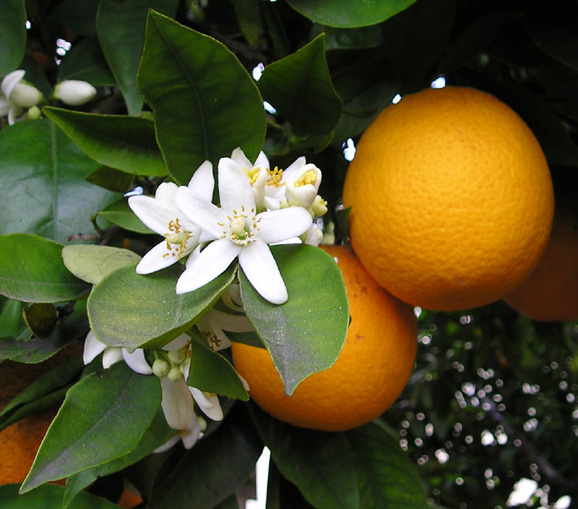
Naranjo floreado de azahar.

El agua de azahar es el producto que se obtiene tras el destilado en corriente de vapor de la infusión de pétalos de la flor de azahar de naranjo amargo (Citrus × aurantium), flor muy aromática, pequeña, blanca-violácea y con muchas cualidades. Generalmente, la flor de azahar se asocia a la flor del naranjo, pero también es azahar la flor del limonero, del cidro y de otros árboles de cítricos.
Azahar es una palabra de origen árabe que significa ‘flor blanca’. El agua de azahar se ha utilizado desde hace cientos de años tanto con fines medicinales (molestias menstruales, estados nerviosos, cólicos, desmayos, etc.), como en la elaboración de dulces, así como en perfumería.
El agua de azahar es un líquido transparente y muy aromático. Suele conservarse en envases de cristal oscuro que la preserva de la luz y en casa debe guardarse en el frigorífico. Al ser un destilado, el agua de azahar es de larga conservación. En los envases se indica su fecha de caducidad, pero si el líquido amarillea, cambia la textura o aparecen posos, es momento de deshacerse de ella.
Además del tradicional Roscón de Reyes, son muchos los dulces reposteros en los que el agua de azahar es casi un ingrediente imprescindible, como brioches, almíbares, magdalenas y bizcochos. Dulces con miel y almendras u otros frutos secos se ven favorecidos con la adición de este ingrediente aromático con sabor a flor y esencia de naranja, sutil a la vez que profundo.
Hay quien hace el agua de azahar en casa, aunque para una mayor conservación se recomienda el destilado en alambique. La flor del naranjo se recolecta sobre el mes de mayo. Para no dañar los futuros frutos se colocan unos sacos bajo los árboles en los que caerán los pétalos. Después se secarán a la sombra y con ellos se realizará el agua de azahar.
Además del agua de azahar, de los pétalos del naranjo amargo también se obtiene la esencia de azahar, aceite de azahar, también conocido como nerolí. Esta esencia que contiene, entre otros principios, betaína y flavonoides, es ligeramente amargo, y es muy utilizado en terapias naturales.

## Fuente
- Wikimedia Commons alberga una categoría multimedia sobre Agua de azahar.
- http://www.gastronomiaycia.com/2009/01/02/agua-de-azahar/